# Château de Bellegarde (Chassignieu)
Pour les articles homonymes, voir Château de Bellegarde.
Le château de Bellegarde est une maison forte située à Chassignieu dans le département français de l'Isère, en France. Il est inscrit au titre des monuments historiques depuis 1996.

## Historique

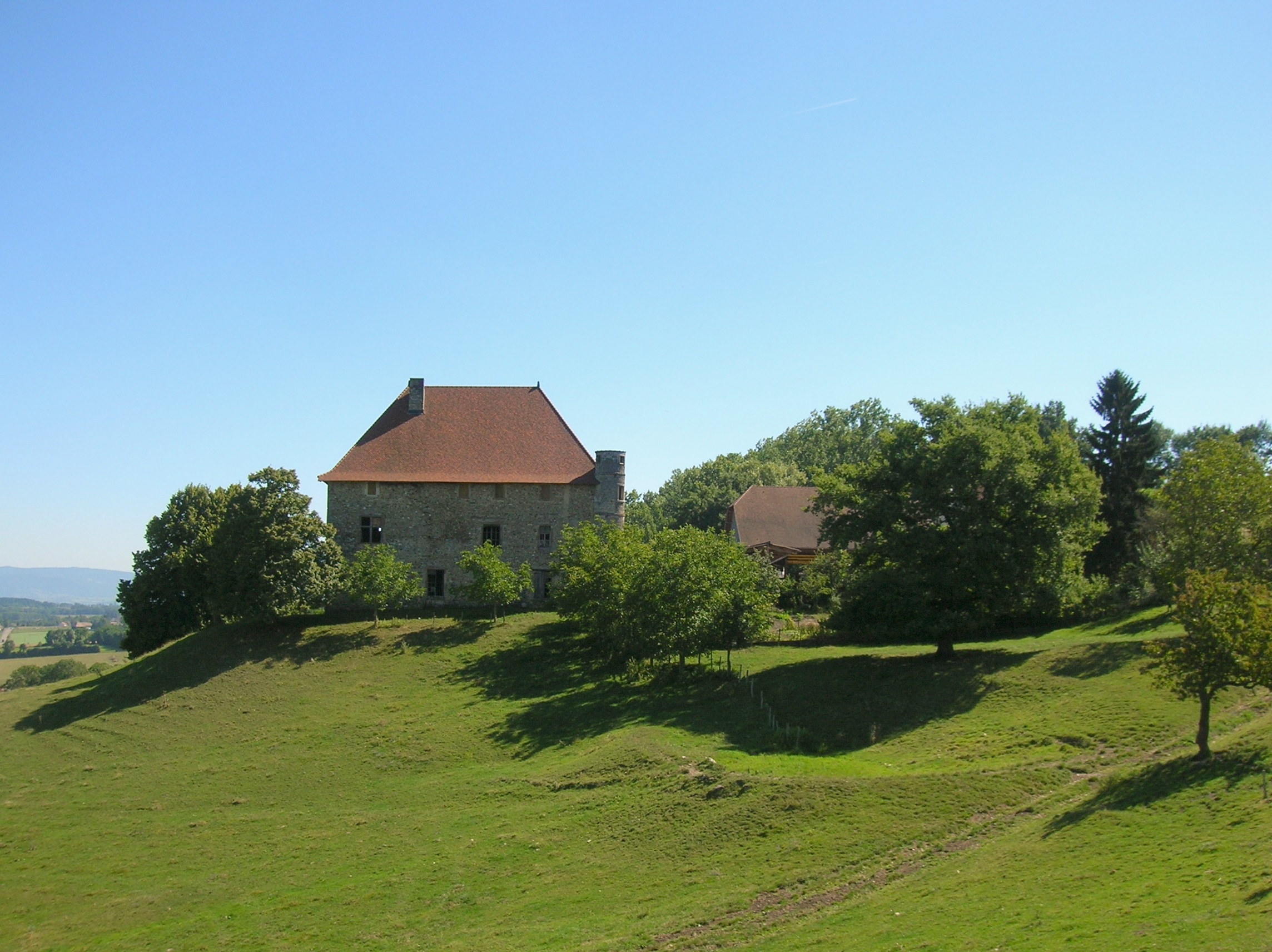
Le château de Bellegarde sur sa colline.

Le château de Bellegarde, édifié en 1382 par la famille Bellegarde-Poussieu (originaire du Viennois) durant le Moyen Âge tardif, est une ancienne maison forte. L'édifice a été réaménagé durant les XIVe, XVe et XVIe siècles.
A la fin du XVe siècle, l'édifice passe dans la famille de Poisieu (qui édifia le château du Passage) par héritage, puis en 1656, le château est vendu à Antoine de Perrotin, seigneur de la Bretonnière à Moras, dans l'actuel département de la Drôme. Le château est à cette date en mauvais état qui entraine une période de reconstruction importante. La famille Prunier de Saint-André rachète Bellegarde en 1720, pour la rattacher ce domaine à sa seigneurie de Virieu[réf. souhaitée]. 
Cet édifice fait l'objet d'un classement au titre des monuments historiques par arrêté du 24 juin 1996,.

## Situation et description
La partie principale de l'ensemble se présente comme un bâtiment de plan rectangulaire situé sur une colline dominant la vallée de la Bourbre entre Virieu-sur-Bourbre et La Tour-du-Pin. Celui-ci est entouré par une grange-remise en pisé et deux bâtiments plus récents. 
A l'intérieur, les salles présentent des plafonds à la française et des cheminées en pierre de taille. Il s'agit d'une propriété privée qui ne se visite pas.